# アンディ・キング (1988年生のサッカー選手)
アンドルー・フィリップ・"アンディ"・キング（Andrew Philip "Andy" King, 1988年10月29日 - ）は、イングランド・デヴォン州バーンステイプル出身の元サッカー選手。現役時代のポジションはMF（セントラルミッドフィールダー）。

## クラブ歴

### レスター
9歳の時にチェルシーFCのアカデミーに入団したが、高校入学の際にレスター・シティFCのユースチームに移籍。2006-07シーズンにトップチームのメンバーに登録された。翌2007-08シーズンに本格的にプロデビュー。11試合に出場したもののチームは奮わず、チャンピオンシップ (実質2部) からリーグ1 (実質3部) に降格。2008-09シーズンはレギュラーに定着し、46試合に出場し9得点を記録。クラブは3部リーグで優勝を飾り、1年で2部リーグに復帰した。
以降はレスターの中心選手として活躍し、2013-14シーズンはチャンピオンシップでリーグ優勝を飾り、自身にとっても念願のプレミアリーグでのプレーが実現することになった。
2014-15シーズンは降格寸前の4月から驚異的な巻き返しを見せ、リーグ14位で終えた。クラウディオ・ラニエリを新監督に迎えた2015-16シーズンは、エンゴロ・カンテの加入などで出場機会が減ったものの、チームはジェイミー・ヴァーディやリヤド・マフレズの活躍などで快進撃を展開し、強豪を退けリーグ優勝を達成。ブックメーカーが開幕当初に設定した優勝予想オッズが5001倍（同等のオッズにネス湖にネッシーが存在する等）であったことも話題になるなど、この史上最大の番狂わせは「奇跡」とも称された。自身はリーグ1、チャンピオンシップ、プレミアリーグの3カテゴリーで優勝を経験した初の選手となった。

### 期限付き移籍
2017年10月にクロード・ピュエルが新監督に就任すると出場機会が減少。2018年1月31日、シーズン終了までスウォンジー・シティAFCへ期限付き移籍となることが発表される。プロデビュー以降初の移籍を経験し、11試合2得点を記録した。
レンタルバック後の2018-19シーズンは出場機会がFAカップに限られ、2019年1月31日にチャンピオンシップのダービー・カウンティFCへローンとなった。退団したジョー・レドリーの穴を埋め、フランク・ランパード監督によりリーグ戦4試合連続でスタメンに起用されるが、2月25日のノッティンガム・フォレストFC戦で足首を負傷。残りのシーズンを棒に振った。
2019年8月、レンジャーズFCへシーズンローンとなる。しかしスティーヴン・ジェラード監督の下でカップ戦を含め計5試合の途中出場に止まり、12月21日にローン期間を短縮しレスターへ帰還した。
シーズン後半はチャンピオンシップのハダーズフィールド・タウンFCへのローンでプレーした。2019-20シーズン終了を以て14年間在籍したレスターとの契約が満了となり、キング・パワー・スタジアムを後にする。

### ルーヴェン
半年間のフリー期間を経て、2021年1月よりレスターと同じくキング・パワーがオーナーを務めるベルギーのOHルーヴェンに加入。

### ブリストル
2021年7月2日、ブリストル・シティFCにフリー移籍で加入し、1年延長オプションオプション付きの1年契約を結んだ。
2022年6月30日、1年の契約延長とクラブの選手兼コーチに就任することが発表された。
2024年5月3日、今シーズンをもっての引退を発表した。

## 代表歴
イングランド生まれのキングだったが、叔父がウェールズ生まれだったことから、ウェールズ代表で闘うことを選択。2007年にU-19代表に選出され、2009年5月22日のエストニア戦でフル代表デビュー。2010年8月11日のルクセンブルク戦では、代表戦初ゴールを記録。UEFA EURO 2016にも出場している。

## 個人成績
2024年5月6日現在
| 所属クラブ                        | シーズン | リーグ                         | リーグ | リーグ | カップ戦 | カップ戦 | リーグ杯 | リーグ杯 | 国際大会 | 国際大会 | その他 | その他 | 合計 | 合計 |
| 所属クラブ                        | シーズン | ディビジョン                   | 出場   | 得点   | 出場     | 得点     | 出場     | 得点     | 出場     | 得点     | 出場   | 得点   | 出場 | 得点 |
| --------------------------------- | -------- | ------------------------------ | ------ | ------ | -------- | -------- | -------- | -------- | -------- | -------- | ------ | ------ | ---- | ---- |
| レスター・シティ                  | 2007–08  | チャンピオンシップ             | 11     | 1      | 1        | 0        | 0        | 0        | —        | —        | —      | —      | 12   | 1    |
| レスター・シティ                  | 2008–09  | リーグ1                        | 45     | 9      | 4        | 1        | 2        | 1        | —        | —        | 3      | 0      | 54   | 11   |
| レスター・シティ                  | 2009–10  | チャンピオンシップ             | 43     | 9      | 1        | 1        | 1        | 0        | —        | —        | 2      | 1      | 47   | 11   |
| レスター・シティ                  | 2010–11  | チャンピオンシップ             | 45     | 15     | 2        | 1        | 3        | 0        | —        | —        | —      | —      | 50   | 16   |
| レスター・シティ                  | 2011–12  | チャンピオンシップ             | 30     | 4      | 1        | 0        | 1        | 0        | —        | —        | —      | —      | 32   | 4    |
| レスター・シティ                  | 2012–13  | チャンピオンシップ             | 42     | 7      | 2        | 0        | 2        | 0        | —        | —        | 2      | 0      | 48   | 7    |
| レスター・シティ                  | 2013–14  | チャンピオンシップ             | 30     | 4      | 1        | 0        | 2        | 0        | —        | —        | —      | —      | 33   | 4    |
| レスター・シティ                  | 2014–15  | プレミアリーグ                 | 24     | 2      | 1        | 0        | 1        | 0        | —        | —        | —      | —      | 26   | 2    |
| レスター・シティ                  | 2015–16  | プレミアリーグ                 | 25     | 2      | 2        | 0        | 2        | 1        | —        | —        | —      | —      | 29   | 3    |
| レスター・シティ                  | 2016–17  | プレミアリーグ                 | 23     | 1      | 3        | 1        | 1        | 0        | 4        | 0        | 1      | 0      | 32   | 2    |
| レスター・シティ                  | 2017–18  | プレミアリーグ                 | 11     | 1      | 1        | 0        | 3        | 0        | —        | —        | —      | —      | 15   | 1    |
| レスター・シティ                  | 2018–19  | プレミアリーグ                 | 0      | 0      | 1        | 0        | 0        | 0        | —        | —        | —      | —      | 1    | 0    |
| レスター・シティ                  | 合計     | 合計                           | 329    | 55     | 20       | 4        | 18       | 2        | 4        | 0        | 8      | 1      | 379  | 62   |
| スウォンジー (loan)               | 2017–18  | プレミアリーグ                 | 11     | 2      | —        | —        | —        | —        | —        | —        | 0      | 0      | 11   | 2    |
| ダービー・カウンティ (loan)       | 2018–19  | チャンピオンシップ             | 4      | 0      | —        | —        | —        | —        | —        | —        | —      | —      | 4    | 0    |
| レンジャーズ (loan)               | 2019–20  | スコティッシュ・プレミアシップ | 2      | 0      | 0        | 0        | 2        | 0        | 1        | 0        | 0      | 0      | 5    | 0    |
| ハダースフィールド・タウン (loan) | 2019-20  | チャンピオンシップ             | 14     | 0      | 0        | 0        | 0        | 0        | 0        | 0        | 0      | 0      | 14   | 0    |
| OHルーヴェン                      | 2020–21  | ジュピラーリーグ               | 1      | 0      | 0        | 0        | —        | —        | —        | —        | —      | —      | 1    | 0    |
| ブリストル・シティ                | 2021–22  | チャンピオンシップ             | 14     | 1      | 1        | 0        | 0        | 0        | —        | —        | —      | —      | 15   | 1    |
| ブリストル・シティ                | 2022–23  | チャンピオンシップ             | 26     | 0      | 2        | 0        | 3        | 0        | —        | —        | —      | —      | 31   | 0    |
| ブリストル・シティ                | 2023–24  | チャンピオンシップ             | 15     | 0      | 1        | 0        | 2        | 0        | —        | —        | —      | —      | 18   | 0    |
| ブリストル・シティ                | 合計     | 合計                           | 55     | 1      | 4        | 0        | 5        | 0        | 0        | 0        | 0      | 0      | 64   | 1    |
| 通算                              | 通算     | 通算                           | 416    | 58     | 24       | 4        | 25       | 2        | 5        | 0        | 8      | 1      | 478  | 65   |

1. ↑  EFLトロフィーへの出場
2. 1 2  チャンピオンシップ プレーオフへの出場
3. ↑  UEFAチャンピオンズリーグへの出場
4. ↑  FAコミュニティ・シールドへの出場
5. ↑  UEFAヨーロッパリーグへの出場

### 代表
2018年9月20日現在
| 代表国     | 年   | 出場 | 得点 |
| ---------- | ---- | ---- | ---- |
| ウェールズ |      |      |      |
| 2009       | 3    | 0    |      |
| 2010       | 3    | 1    |      |
| 2011       | 5    | 0    |      |
| 2012       | 4    | 0    |      |
| 2013       | 8    | 1    |      |
| 2014       | 5    | 0    |      |
| 2015       | 4    | 0    |      |
| 2016       | 7    | 0    |      |
| 2017       | 5    | 0    |      |
| 2018       | 6    | 0    |      |
| 通算       | 通算 | 50   | 2    |

## タイトル
レスター・シティ
- フットボールリーグ1 : 2008-09
- フットボールリーグ・チャンピオンシップ : 2013-14
- プレミアリーグ : 2015-16

個人
- レスター・シティFC 若手最優秀賞：2008–09
- レスター・シティFC 選手選出最優秀選手賞：2009–10、2010–11
- PFA年間ベストイレブン：2010–11 (チャンピオンシップ)